# Gaston Taument
Gaston Taument (Hága, 1970. október 1. –) holland válogatott labdarúgó.
A holland válogatott tagjaként részt vett az 1994-es világbajnokságon és az 1996-os Európa-bajnokságon.

## Sikerei, díjai
Feyenoord
- Holland bajnok (1): 1992–93
- Holland kupa (4): 1990–91, 1991–92, 1993–94, 1994–95
- Holland szuperkupa (1): 1991